# Hartsville (Karolina Południowa)
Hartsville – miasto w Stanach Zjednoczonych, w stanie Karolina Południowa, w hrabstwie Darlington.